# Storia della Birmania
La Storia della Birmania non riguarda solo la regione che porta oggi il nome di Birmania (o Myanmar) ma anche i territori limitrofi di Cina, India e Thailandia, in un intreccio di vicissitudini belliche e non, attraverso i secoli e le civiltà che vi hanno dimorato o lasciato le tracce del loro passaggio.

## Civiltà mon, tai e shan
Per quanto vi fossero insediamenti umani nella regione birmana già 11.000 anni fa, il primo popolo civilizzato fu quello dei mon. Tale popolo iniziò a migrare in quest'area probabilmente nel 3000 a.C. e fondò il Regno di Suwarnabhumi (pronuncia: Suvanna Bhum) attorno al porto di Thaton nel III secolo a.C. circa. Gran parte delle testimonianze scritte della cultura mon sono state distrutte nel corso delle numerose guerre; le tradizioni orali indicano che già nel III secolo a.C. erano entrati in contatto con il Buddhismo attraverso i commerci marittimi. La diffusione della fede ebbe luogo nel II secolo a.C., con l'arrivo dei primi monaci inviati dal re indiano Asoka. I mon mescolarono la propria cultura con quella indiana per dare origine a un "ibrido" delle due civiltà, arrivando a dominare l'intero territorio della Birmania meridionale alla metà del IX secolo.
Nello stesso periodo, la Birmania settentrionale era costituita da un gruppo di città-stato (in lingua shan: mong) di etnia shan e di altre etnie del gruppo tai i cui sovrani cambiavano le alleanze secondo convenienza. In seguito una parte dei territori orientali degli shan si trovarono compresi nei regni di Nanzhao (il cui territorio era compreso nell'odierno Yunnan e in parte dello Shaanxi in Cina), Chiang Hung, l'odierna Jinghong del territorio Sipsongpanna, termine tai lü che significa 12.000 campi di riso, storpiato dai cinesi in Xishuangbanna, la prefettura più meridionale dello Yunnan), Lanna (che comprendeva l'odierno territorio della Thailandia del Nord ed aveva per capitale Chiang Mai), Ayutthaya (detto anche Siam, i cui territori di origine erano nell'attuale Thailandia Centrale) o addirittura affiliati con il Regno di Lan Xang (l'odierno Laos).

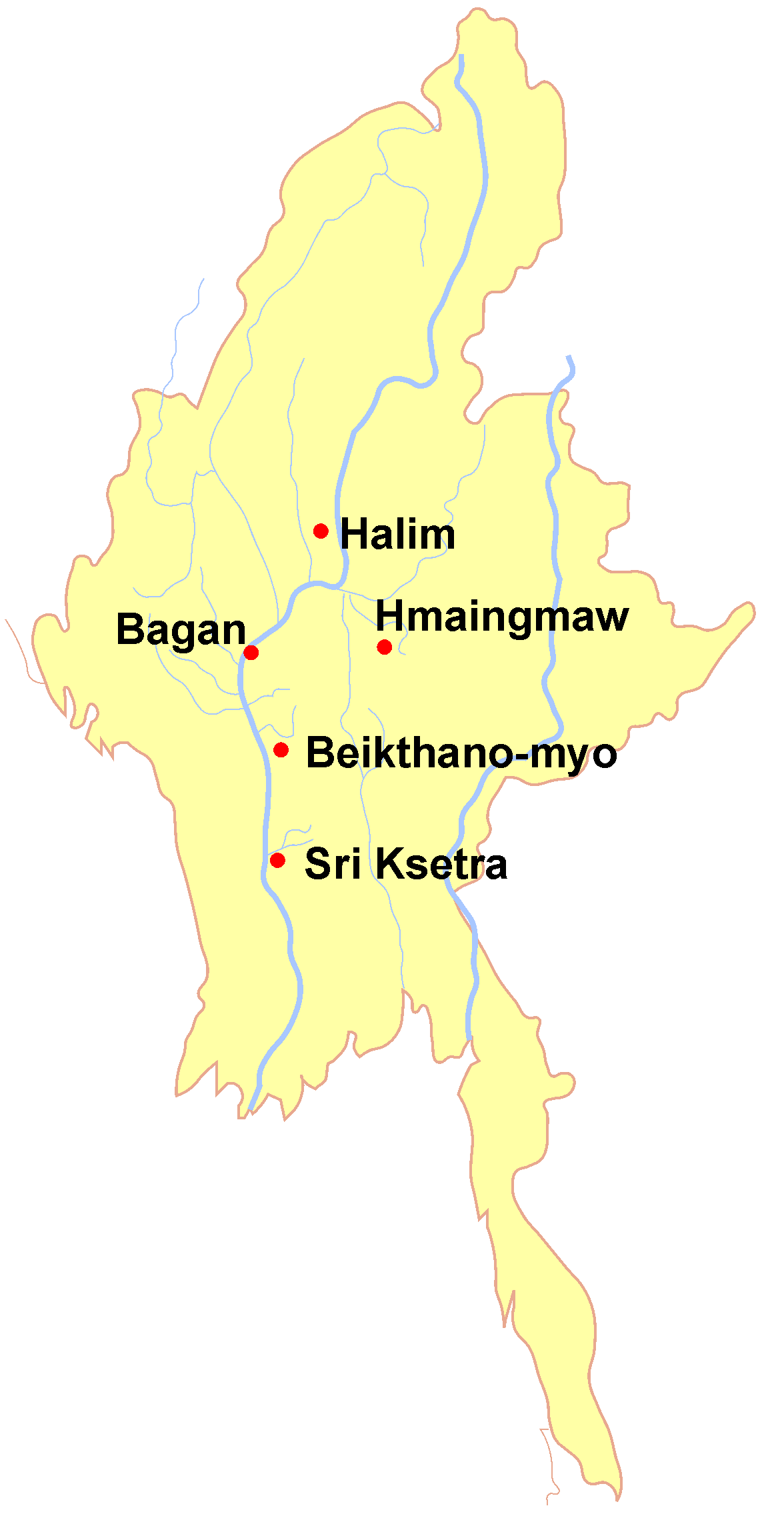
Le principali città-stato pyu

## Civiltà pyu
Il popolo pyu arrivò in Birmania nel I secolo a.C. stabilendo una serie di città-stato a Binnaka, Mongamo, Sri Ksetra, Peikthanomyo e Halingyi.

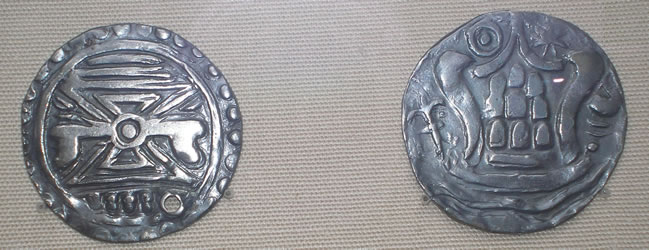
Monete Pyu

Durante questo periodo, la Birmania si trovava su una rotta commerciale terrestre che univa la Cina all'India. Le fonti cinesi sostengono che i pyu avessero il controllo di 18 regni, descrivendoli come un popolo mite e pacifico. La guerra era pressoché sconosciuta e le dispute spesso si risolvevano attraverso duelli fra campioni o gare di costruzione. Vestivano con indumenti di seta vegetale in quanto il baco da seta era per loro sacro. I crimini erano puniti con frustate e non esistevano prigioni, sebbene per quelli particolarmente gravi fosse prevista la pena di morte. I pyu praticavano il Buddhismo Theravada; tutti i bambini erano educati come novizi nei templi, dai sette fino ai venti anni di età.
Le città-stato pyu non costituirono mai un regno unitario ma le più potenti assunsero spesso un ruolo dominante, esigendo tributi dalle più deboli. La città più potente era Sri Ksetra, che dalle testimonianze archeologiche è attestata come la più grande mai costruita in Birmania. L'esatta data di fondazione non è nota, ma si ritiene che sia precedente a un cambio di dinastia avvenuto nel 94 d.C. di cui esiste menzione nelle cronache Pyu. Sri Ksetra fu apparentemente abbandonata nel 656 a favore di un luogo più a nord, del quale non è noto il sito esatto, che alcuni storici identificano con Halingyi. Ovunque la nuova città si trovasse, sappiamo che è stata saccheggiata dal Regno di Nanzhao nella metà del IX secolo, alla fine del periodo di predominio Pyu.

## Regno di Pagan

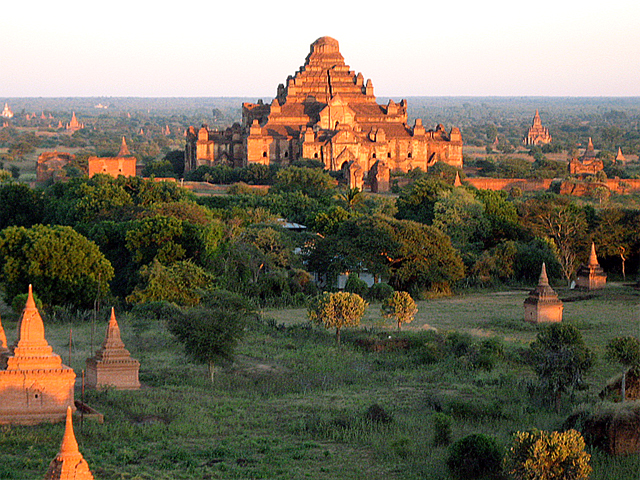
I templi della capitale del regno, Pagan

Un'altra popolazione, i bamar, intraprese la colonizzazione dell'area settentrionale del paese. Nell'849 avevano stabilito il potente Regno di Pagan (oggi Bagan) che riempì il vuoto di potere lasciato dalla caduta dei pyu. Questo Stato crebbe in un relativo isolamento fino al regno di Anawrahta (1044-1077), che realizzò con successo l'unificazione della Birmania sconfiggendo i mon del Regno di Thaton nel 1057. Il rafforzamento della potenza bamar fu compiuto dai suoi successori Kyanzittha (1084-1112) e Alaungsithu (1112-1167), tanto che alla metà del XII secolo la maggior parte del sud-est asiatico continentale si trovava sotto controllo il birmano, o sotto quello dell'Impero Khmer, l'odierna Cambogia. Il Regno di Pagan iniziò il suo declino con la concentrazione di parti rilevanti del territorio e delle risorse nelle mani della potente Sangha (il clero buddhista) e con l'avvento della minaccia mongola proveniente dal nord.
L'ultimo vero sovrano di Pagan fu Narathihapate (1254-1287), che inviò un esercito nello Yunnan nel 1277 contro i mongoli. I birmani furono duramente sconfitti nella battaglia di Ngasaunggyan, la resistenza di Pagan collassò e Narathihapate fu assassinato dal figlio nel 1287. I mongoli approfittarono della situazione e penetrarono nel regno arrivando fino alla capitale, dove ebbe luogo la battaglia di Pagan. La vittoria consentì ai tartari l'occupazione di gran parte dell'impero, compresa la capitale, e la dinastia ebbe fine nel 1289 quando a Pagan venne instaurato un governo fantoccio.

## Regni di Ava e Pegu

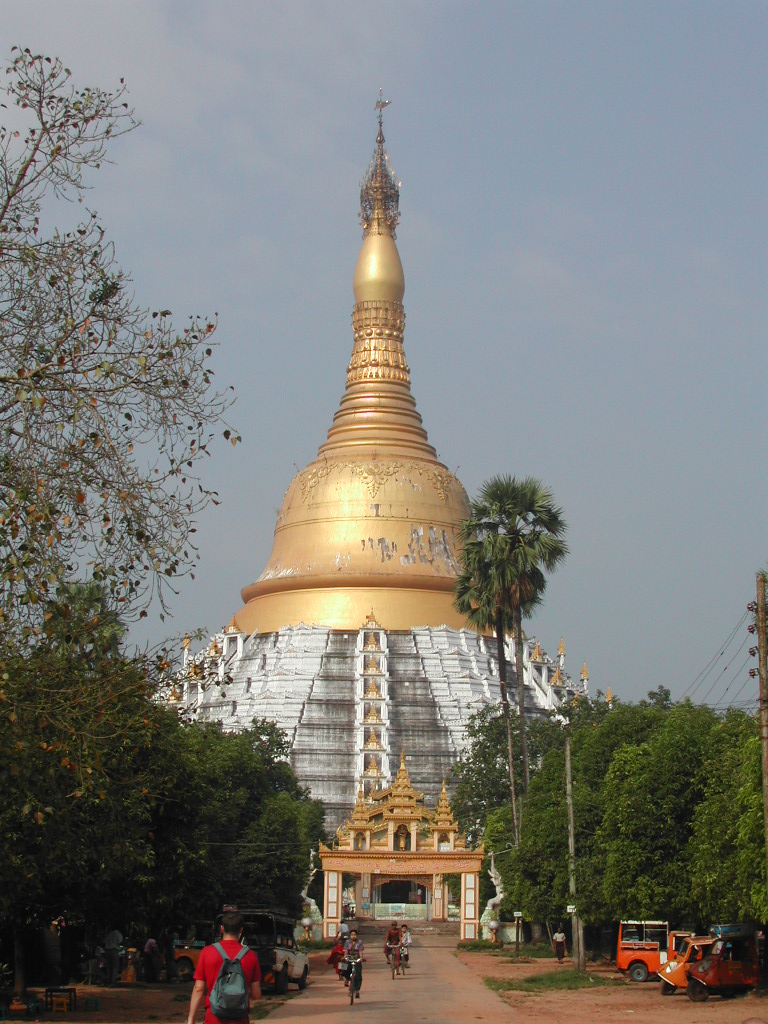
La pagoda di Pegu

Dopo il collasso dell'autorità dei Pagan, la Birmania era divisa. Una dinastia birmana si stabilì nella città di Ava (oggi Innwa) nel 1364. La cultura di Pagan ebbe un risveglio e iniziò un'epoca d'oro per la letteratura birmana. Il regno si indebolì progressivamente e venne sottomesso dagli shan nel 1527.
Più a sud, nella Birmania meridionale, una dinastia mon stabilì il Regno di Hanthawaddy con capitale a Martaban nel 1287. Venne fondato dal re Wareru dopo il collasso di Pagan e fu inizialmente uno Stato vassallo del Regno di Sukhothai, che si trovava nell'odierna Thailandia Centrale, e della Cina degli Yuan. Si rese indipendente da Sukhothai e divenne una confederazione di tre Stati stanziati a Pegu, a Martaban e nel delta dell'Irrawaddy. Il regno fu riunificato con capitale a Pegu nel 1369. Durante il regno di Razadarit (1383-1421), Ava e Pegu si confrontarono nella guerra dei quarant'anni, che si concluse nel 1424 senza sostanziali modifiche territoriali. Dopo il conflitto ebbe inizio il periodo migliore di Hanthawaddy, favorito dal progressivo declino di Ava. La regina Baña Thau (in birmano: Shin Saw Bu; 1453-1472) scelse come suo successore il monaco buddhista Dhammazedi (1472-1492), durante il cui regno Pegu divenne un centro di commerci e un'importante città del Buddhismo.
Il Regno di Ava fu coinvolto in una continua guerra contro i saopha shan, che controllavano il territorio a nord-est lungo la frontiera con lo Yunnan. Le numerose incursioni shan su Ava spinsero il governo birmano ad inviare truppe nel nord per attaccare roccaforti shan, tra le quali Mong Mao. La dinastia Ming che regnava in Cina dal tardo XIV secolo tentò più volte, senza successo, di mettere fine a questi conflitti con i propri diplomatici. Ava venne coinvolta a tratti anche nel conflitto che scaturì fra la Cina e gli shan nello Yunnan, ad esempio nelle campagne di Luchuan-Pingmian (1436-1449).

## Dinastie di Taungù
Il re Mingyinyo fondò la prima Dinastia Taungù (1486-1599) nell'omonima città a sud di Ava, che era entrata nella sua fase di declino. Dopo la conquista di Ava da parte degli invasori shan nel 1527, molti bamar trovarono rifugio a Taungù, che divenne la nuova capitale birmana.
Il figlio di Mingyinyo, Tabinshwehti (1531-1550), unificò gran parte della Birmania. A quei tempi, la situazione geopolitica del sud-est asiatico cambiò drasticamente. Gli shan avevano aumentato il proprio potere nel nord, il Regno di Ayutthaya si era espanso notevolmente e i portoghesi erano arrivati dal sud ed avevano conquistato Malacca nella penisola malese. Con l'arrivo dei mercanti europei, la Birmania divenne nuovamente un importante centro di scambi, e Tabinshwehti spostò la capitale a Pegu per la importante posizione strategica per i commerci. Avviò quindi le campagne per conquistare Prome, poi attaccò l'Arakan, Ayutthaya e Ava, che non furono però conquistate.
Il suo successore Bayinnaung (1551-1581), che era stato il più valente dei suoi generali, passò alla storia per le vittoriose campagne militari che fecero del Paese il più grande impero mai esistito nel sudest asiatico. Oltre a riunificare la Birmania, sfaldatasi alla morte di Tabinshwehti, i suoi eserciti conquistarono i regni di Manipur, degli Shan, di Chiang Hung, Lanna, Ayutthaya e Lan Xang. Alla sua morte salì al trono il figlio, che non aveva il carisma necessario per governare l'immenso territorio ereditato dal padre. Commise l'errore di ostinarsi a mantenere il controllo sugli Stati vassalli e nel giro di alcuni anni Manipur, Ayutthaya e Lanxang si resero nuovamente indipendenti.
Di fronte alle rivolte di parecchie città e alle nuove incursioni da parte dei portoghesi, i governanti di Toungoo lasciarono la Birmania meridionale e fondarono ad Ava la seconda dinastia di Toungoo (1597-1752). Il nipote di Bayinnaung, Anaukpetlun, riunì un'altra volta la Birmania nel 1613 e sconfisse definitivamente i portoghesi impedendo loro di sottomettere il paese. Il suo successore Thalun ristabilì il codice legislativo del regno di Pagan e diede nuovo impulso al Buddhismo. Gli ultimi sovrani del regno non seppero contenere le ribellioni dei popoli sottomessi, in particolare quelli di Manipur e di Pegu. Con l'appoggio dei francesi stanziati in India, Pegu fondò il Regno restaurato di Hanthawaddy nel 1740, che riuscì ad espugnare Ava nel 1752, ponendo fine a 266 anni di dominio Taungù.

## Dinastia Konbaung
Non passò molto tempo perché una nuova dinastia, quella di Konbaung, prendesse il controllo della Birmania e la portasse di nuovo allo splendore. Il capo della città di Konbaung, Alaungpaya sottomise le forze di Pegu nella Birmania settentrionale (1753) ed il regno di Manipur. Nel 1759 conquistò il sud, sottomettendo i Mon e portando a termine la riunificazione del paese.
Stabilì la capitale per breve tempo a Dagon, rinominata Rangoon (letteralmente Fine del Conflitto), per spostarla subito dopo ad Ava. Nel 1760 all'estremo sud occupò il Tenasserim, che a quel tempo apparteneva al Siam, e marciò sulla capitale Ayutthaya. Durante l'assedio si ferì accidentalmente e fu costretto a ritirarsi senza portare a termine l'invasione, morendo durante il viaggio di ritorno.
Il suo secondo figlio Hsinbyushin (1763-1776) ritornò ad Ayutthaya (Siam) nel 1766, l'assedio durò 14 mesi e la città fu espugnata il 7 aprile del 1767 e rasa al suolo. Non riuscì ad occupare capillarmente il Siam, lasciò un contingente limitato a presidiare i territori conquistati e spostò il grosso delle sue truppe ai confini orientali per fronteggiare un'invasione cinese.
La Cina, temendo l'espansione della Birmania nell'est, la invase quattro volte dal 1766 al 1769, ma Hsinbyushin respinse con successo tutti gli attacchi schierando l'esercito lungo il confine. Alla fine del 1767 i siamesi approfittarono delle guerre sino-birmane e, guidati dal nuovo re Taksin, liberarono il paese dalla dominazione di Ava.
Un altro figlio di Alaungpaya, Bodawpaya (1781-1819) conquistò Arakan (1784) e Tenasserim (1793). Nel gennaio del 1824, durante il regno del re Bagyidaw (1819-1837), un generale birmano, Maha Bandula riuscì a riconquistare l'Assam portando la Birmania a scontrarsi con gli interessi britannici in India.

## Periodo coloniale
L'espansione della Birmania ad ovest e la costante minaccia che rappresentava per i loro interessi in India, costrinse i britannici a schierare l'esercito lungo i confini e, nel 1824, ad attaccare i rivali, alleandosi con i Siamesi, tradizionali rivali dei birmani. La prima guerra anglo-birmana (1824-1826) finì con la vittoria dei britannici, e con il trattato di Yandaboo la Birmania perse tutti i territori conquistati anni prima quali l'Arakan, l'Assam e il Manipur.

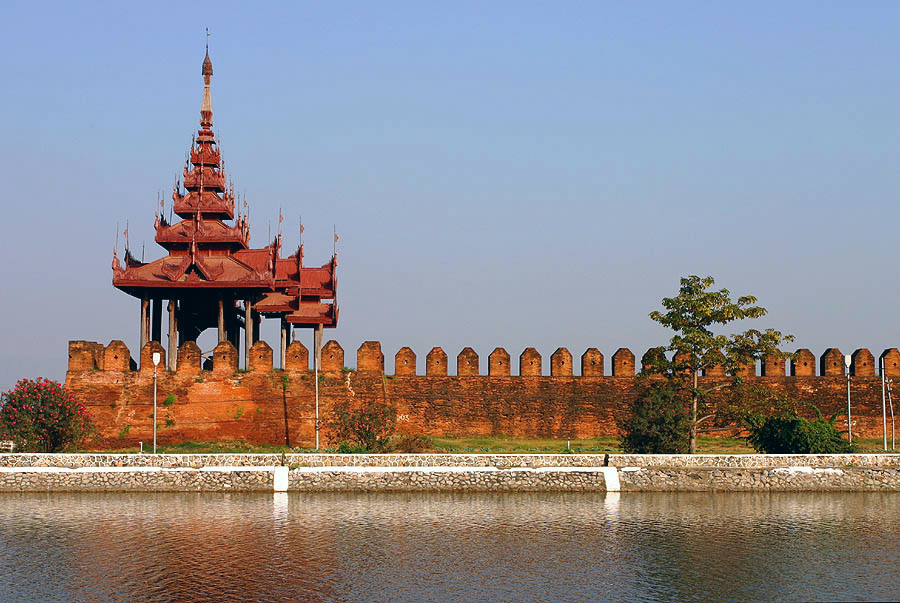
Le mura di Mandalay

In seguito i britannici iniziarono la loro penetrazione verso est prendendo possesso del Tenasserim, che da diversi anni veniva conquistato a turno dalla Birmania e dal Siam, e progettarono di espandersi ulteriormente. 

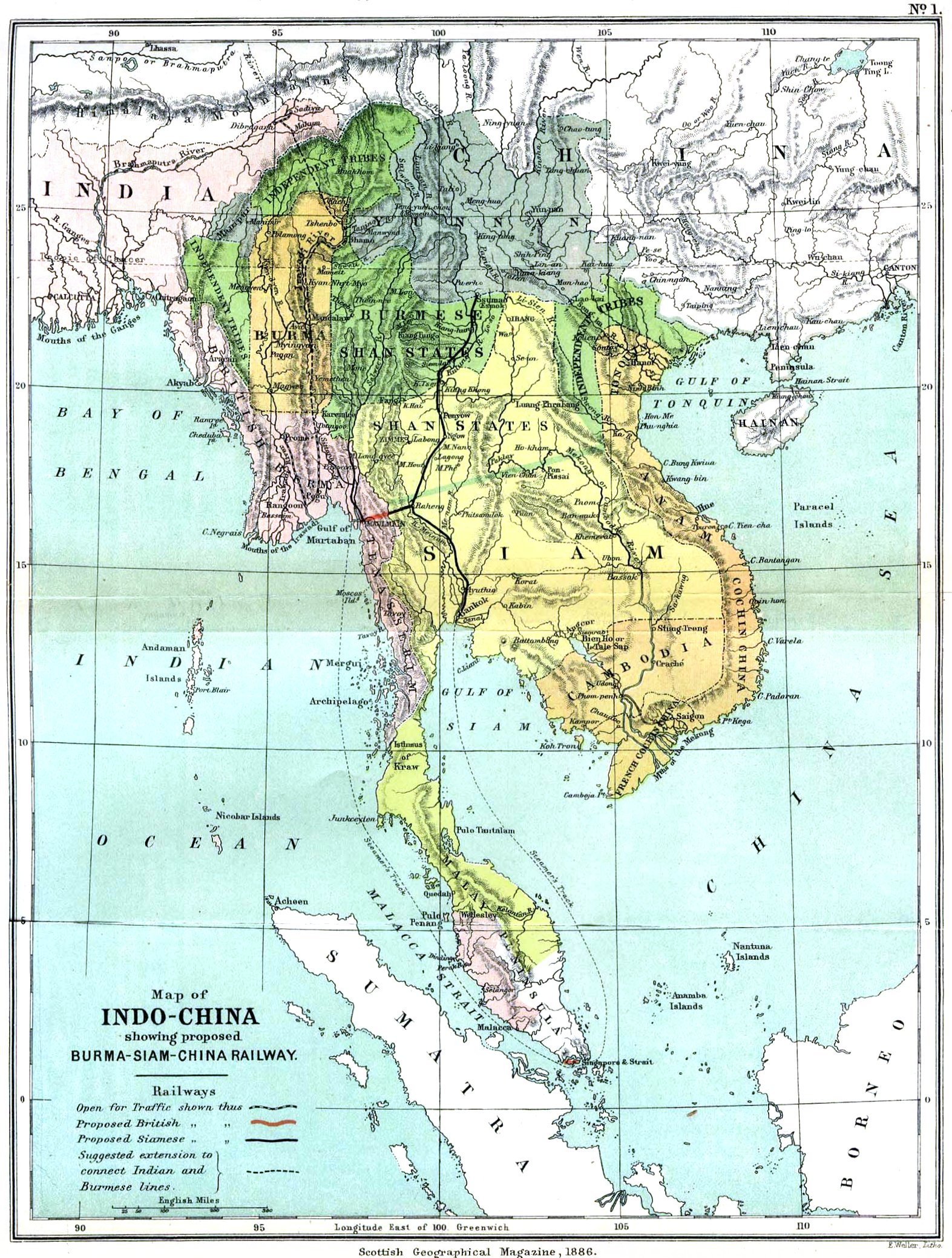
L'Indocina nel 1886, appena prima della caduta della Birmania

Nel 1852, il Comandante Lambert fu mandato in Birmania dal governatore Dalhousie per risolvere i problemi, di piccola entità, riguardanti il trattato. I birmani fecero subito concessioni inclusa l'eliminazione del governatore che i britannici avevano usato come casus belli. Lambert infine provocò un confronto navale, con metodi molto discutibili, che portò alla Seconda guerra anglo-birmana nel 1852 e che finì con l'annessione da parte britannica della Provincia di Pegu, denominata Bassa Birmania. La guerra provocò una rivoluzione nella casa reale ed il re Pagan Min (1846-1852) fu sostituito da suo fratello, Mindon Min (1853-1878).
Re Mindon tentò di modernizzare lo stato e l'economia birmana per resistere alle usurpazioni britanniche e stabilì la capitale a Mandalay, che fortificò. Questo non fu sufficiente a fermare i britannici che accusarono il successore di Mindon, il figlio Thibaw Min che regnò dal 1878 al 1885, di essere un tiranno, di volersi alleare con i francesi, di non avere il controllo del proprio Stato, di permettere disordini lungo le frontiere e di voler rinnegare il trattato che il padre aveva firmato. L'impero britannico dichiarò guerra alla Birmania nel 1885, conquistando ciò che rimaneva dello Stato nella Terza guerra anglo-birmana che finì nel 1886 e segnò la totale sottomissione del paese.
I britannici fecero della Birmania una provincia dell'India con capitale Rangoon. La società cambiò drasticamente, alterata dalla fine della monarchia e dalla separazione che avvenne fra Stato e religione. Sebbene la guerra fosse ufficialmente finita, dopo solo dopo un paio di settimane cominciò la resistenza contro i britannici che durò fino al 1890. Gli occupanti risposero con la distruzione di alcuni villaggi e compiendo attività di guerriglia.
Anche la natura economica della società cambiò radicalmente. Dopo l'apertura del Canale di Suez la domanda di riso birmano crebbe e vaste estensioni di terra furono dedicate alla coltivazione. L'ordine di adibire nuova terra alla coltivazione fu forzato per prestare soldi ad alti interessi ai banchieri Indiani chiamati chettiar, che a loro volta finanziarono lo stanziamento di coloni indiani in Birmania. I locali che non si adeguarono furono puniti con sfratti o sottrazioni di terra e bestiame. Gran parte dei lavori erano legati agli Indiani, e tutti i villaggi divennero fuori legge se si univano alla "dacoity" (dall'inglese, Brigantaggio, tipico dell'India), organizzazione criminale armata. Mentre l'economia birmana stava crescendo, tutta la potenza e la ricchezza rimase nelle mani delle molte aziende britanniche e ad alcuni migranti dall'India. Il servizio civile era in gran parte nelle mani degli invasori, e i birmani erano esclusi quasi completamente dal servizio militare. Sebbene lo Stato prosperasse, la popolazione locale non ricevette alcun beneficio.
Alla fine del secolo un movimento nazionalista prese forma nell'Associazione dei giovani uomini Buddhisti (YMBA), ispirata alla YMCA, che riuscì a costituirsi dato che le associazioni religiose erano permesse dalle autorità coloniali. Le varie organizzazioni che si crearono furono poi sostituite dal Concilio Generale delle Associazioni Birmane (GBCA). Verso il 1920 la Birmania ottenne larghe autonomie dall'India, da cui si distaccherà definitivamente nel 1937. Gli sforzi furono premiati con l'incremento degli impiegati birmani nei pubblici uffici. Alcune persone iniziarono a pensare che i cambiamenti e le riforme sociali intraprese non fossero sufficienti.

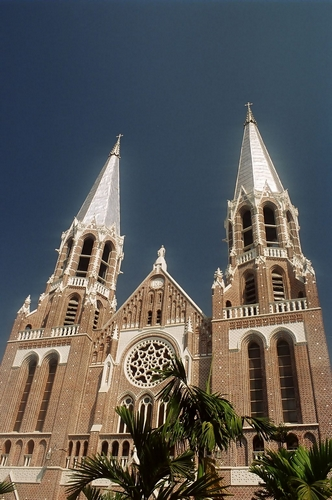
La cattedrale di S. Maria a Rangoon, una costruzione in stile coloniale sede dell'Arcidiocesi di Yangon

Nel 1920 i primi studenti universitari entrarono nella storia protestando contro il nuovo atto universitario che secondo loro favoriva l'élite e il duraturo governo coloniale. Le Scuole nazionali si sollevarono in tutta la Birmania contro il sistema educativo inglese e la rivolta fu commemorata in seguito come giorno di festa nazionale. Ci furono ulteriori sollevazioni contro gli aumenti delle tasse nei tardi anni venti guidate da monaci buddhisti (hpongyi), e da importanti attivisti politici quali U Ottama e U Seinda. Nell'Arakan essi guidarono ribellioni armate contro i britannici. U Wisara fu il primo martire del movimento a morire dopo essere stato colpito da un proiettile in prigione (una delle maggiori strade di Rangoon fu poi intitolata al suo nome).
Nel dicembre del 1930, una protesta locale contro le tasse governative, comandata da Saya San a Tharrawaddy, crebbe rapidamente diventando prima un'insurrezione regionale e successivamente nazionale. A distanza di due anni la ribellione di Galon, chiamata come il mitico uccello Garuḍa nemico del Nagas, i britannici, vide l'adesione di molti dimostranti che chiedevano riforme politiche e fu soppressa con il massiccio impiego di truppe britanniche. Il processo che ne seguì vide la condanna a morte di Saya San, e permise a parecchi attivisti nazionali che vi presenziarono, tra i quali Ba Maw e U Saw, di acquisire una certa importanza.
Gli anni trenta videro la fondazione della Dobama Asiayone (Associazione di noi Birmani) i cui membri si autodefinivano Thakin, era questo un nome ironico, Thakin infatti significa "padrone" nella lingua birmana, e lo scelsero per ricordare ai colonizzatori britannici che loro erano i veri padroni della terra.
La seconda rivolta studentesca scoppiò nel 1936 e fu causata dall'espulsione dall'università di Rangoon di Aung San e Ko Nu, capi della locale Unione Studentesca, per il loro rifiuto di rivelare il nome dell'autore che scrisse nel giornale universitario un articolo diffamatorio. Fu anche fondata l'Unione di tutti gli Studenti della Birmania (ABSU). Aung San e Ko Nu avrebbero successivamente partecipato al movimento Thakin.
I britannici separarono India e Birmania nel 1937 e assegnarono alla colonia una nuova costituzione convocando un'assemblea eletta a suffragio universale, questo aumentò il sentimento di indipendenza nei birmani, che giudicarono l'esclusione da qualsiasi decisione legislativa indiana un passo positivo. Ba Maw prese la carica di primo ministro, ma fu costretto a dimettersi in favore di U Saw nel 1939, che fu primo ministro dal 1940 fino a quando fu arrestato dagli inglesi nel 19 gennaio 1942 per il suo legame con i giapponesi.
Un'ondata di proteste e sollevazioni che partirono dai campi petroliferi della Birmania centrale nel 1938 e divenne un'insurrezione generale con tutte le sue conseguenze. A Rangoon gli studenti dimostranti, dopo aver con successo "assediato" il segretariato e la sede del governo coloniale, furono costretti a disperdersi dalla polizia coloniale, che uccise uno studente universitario chiamato Aung Kyaw. A Mandalay, la polizia aprì il fuoco su una folla di protestanti guidati da monaci buddhisti, e uccisero 17 persone. Il movimento fu conosciuto come Htang toun ya byei ayeidawbin (la rivoluzione del 1300 chiamata come l'anno del calendario birmano) e il 20 dicembre è il giorno di commemorazione della morte di Aung Kyaw.

### Seconda guerra mondiale e Giappone
Alcuni nazionalisti birmani videro lo scoppio della Seconda guerra mondiale come un'opportunità di estorcere concessioni ai britannici in cambio del supporto in guerra. Altri, come il movimento Thakin, si opposero alla partecipazione del paese nella guerra. Aung San con altri Thakin fondò il Partito comunista della Birmania (CPB) nell'agosto 1939 e fu anche tra i fondatori del Partito Rivoluzionario del Popolo (PRP), rinominato Partito Socialista dopo la Seconda guerra mondiale. Diede anche un contributo fondamentale alla fondazione del Bama htwet yat gaing (Blocco liberale) con l'alleanza del Dobama (ABSU) formata da monaci politicamente attivi e dal partito dei poveri.
Dopo che l'alleanza del Dobama proclamò una rivolta nazionale, molti dei suoi componenti furono arrestati e Aung San scappò in Cina. Intendeva stabilire contatti con i Comunisti cinesi ma fu trovato dalle autorità giapponesi a cui offrì supporto per formare una segreta organizzazione di spionaggio (chiamata Minami Kikan), in cambio richiese che bloccassero la strada per la Birmania e supportassero un'insurrezione nazionale.
Aung San brevemente ritornò in Birmania per arruolare i ventinove uomini che lo accompagnarono in Giappone con l'ordine di ricevere truppe militari sull'isola di Hainan, Cina, ed essi furono chiamati "I Trenta Commilitoni". Quando i giapponesi occuparono Bangkok nel dicembre 1941, Aung San annunciò la formazione dell'Esercito per l'Indipendenza della Birmania (Burma Independence Army o BIA) prima dell'invasione Giapponese in Birmania del 1942.

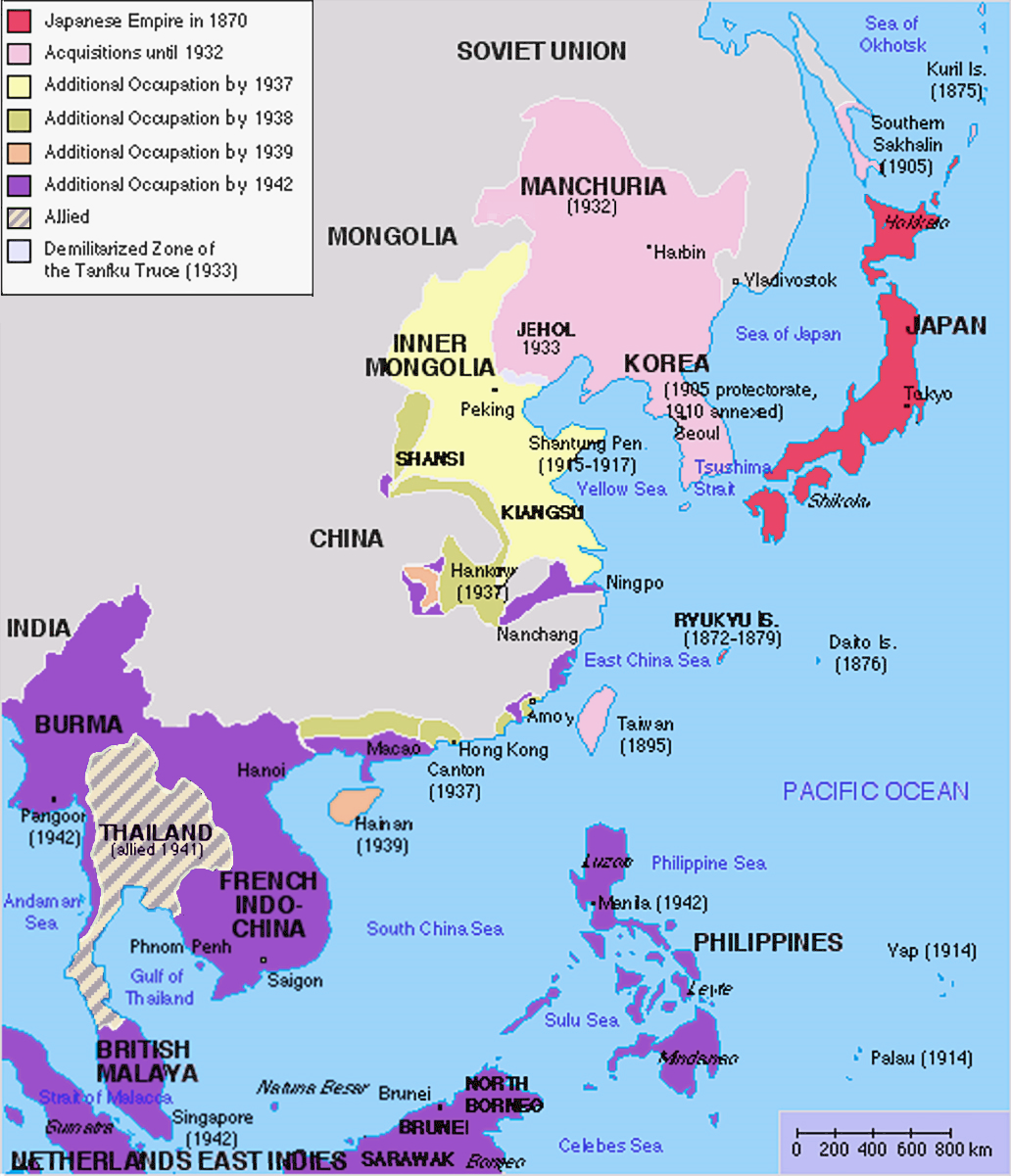
L'Espansione Giapponese, La Birmania è il territorio più occidentale in viola

Il BIA formò un governo provvisorio in alcune aree dello Stato nella primavera del 1942, tuttavia ci furono differenze fra le sue intenzioni e quelle del governo giapponese sul futuro della Birmania. Mentre il colonnello Suzuki incoraggiò i Trenta Commilitoni a formare un governo provvisorio, tale piano non fu accettato dai maggiori capi dell'esercito giapponese, che si accordarono con Ba Maw per formare un governo. Durante la guerra, nel 1942, il BIA era cresciuto in maniera incontrollabile e anche criminali vi parteciparono. Era riconosciuto come Esercito di difesa della Birmania (BDA) ed era ancora sotto il controllo di Aung San, ma dipendeva dai giapponesi che lo rifornivano di armi, mentre il BIA era una forza irregolare. Quando poi i giapponesi occuparono la Birmania, nel 1943 il BDA fu rinominato Esercito Nazionale della Birmania (BNA), che era ora in teoria "Indipendente".
Presto divenne evidente che le promesse di indipendenza giapponesi erano false e che Ba Maw era corrotto. Mentre la guerra cambiò a sfavore dei Giapponesi, essi dichiararono la Birmania stato completamente sovrano nell'agosto 1943, ma questo fu un altro imbroglio. Disilluso, Aung San iniziò trattative che portarono alla formazione dell'Organizzazione Anti-Fascista (AFO) nell'agosto 1944 in un segreto incontro con CPB, PRP e BNA a Pegu. L'AFO fu poi rinominata Lega Libera delle Persone Anti-Fasciste (AFPFL). Alcuni Thakin assieme ai Socialisti, per combattere il Giappone, si allearono ai sovietici e al vecchio governo coloniale che si era stabilito a Simla, in India.
Ci furono informali contatti tra l'AFO e gli Alleati nel 1944 e nel 1945 attraverso l'organizzazione britannica Forza 136. Il 27 marzo 1945 l'Esercito Nazionale della Birmania proclamò in un'insurrezione nazionale contro i Giapponesi. Questa data fu poi celebrata come il giorno della resistenza fino a quando fu rinominato "Giorno dei Tatmadaw (Forze armate)". Aung San successivamente iniziò i negoziati con il conte Mountbatten e si unì ufficialmente agli Alleati a alle Forze Patriottiche Birmane (PBF). Al primo incontro l'AFO si presentò ai britannici come il governo provvisorio della Birmania con Thakin Soe come presidente e Aung San come membro del governo. I giapponesi furono cacciati dalla Birmania il maggio 1945. I successivi negoziati con i britannici videro il disarmo dell'AFO, le cui truppe formarono l'esercito birmano del dopoguerra. Alcuni veterani si organizzarono in una forza paramilitare comandata da Aung San chiamata Pyithu yèbaw tat, organizzazione delle persone volontarie (PVO), che cominciò a fare delle esercitazioni. L'assorbimento del PBF fu concluso con successo alla Conferenza di Kandy a Ceylon nel settembre del 1945.

### Dalla resa Giapponese all'assassinio di Aung San
La capitolazione dei giapponesi portò ad un'amministrazione militare in Birmania che richiese l'eliminazione di Aung San per le sue operazioni militari nel 1942. Mountbatten si rese conto che questo era pressoché impossibile considerando che Aung San era diventato molto popolare. Dopo che la guerra finì, il governatore britannico Reginald Dorman-Smith ritornò. Il governo restaurato stabilì un programma politico incentrato sulla ricostruzione del paese e ritardò la discussione sull'indipendenza. L'AFPFL si oppose al governo che governava con instabilità politica nel paese. Ci fu un'imprevista spaccatura all'interno dell'AFPFL fra i comunisti e i socialisti, che portò Than Tun, ex thakin, a ritirarsi dalla posizione di Segretario generale nel luglio 1946 e all'espulsione del CPB dal AFPFL nel seguente ottobre.
Dorman-Smith fu rimpiazzato da Hubert Rance come nuovo governatore e subito dopo, nel settembre del 1946, la polizia di Rangoon entrò in sciopero. L'agitazione si estese ai dipendenti del governo e divenne in poco tempo uno sciopero generale. Rance calmò la situazione incontrandosi con Aung San e convincendolo a partecipare al governo con alcuni membri dell'AFPFL. Il nuovo esecutivo, che adesso godeva della credibilità della popolazione, iniziò i negoziati per l'indipendenza che si conclusero con successo il 27 gennaio 1947. L'accordo lasciò insoddisfatti i comunisti di Thakin Soe e i conservatori dell'AFPFL, che passarono all'opposizione.
Aung San ebbe successo in un'intesa con le minoranze etniche per una Birmania unita alla Conferenza di Panglong del 12 febbraio, giorno celebrato come Giorno dell'Unione. Poco tempo dopo scoppiò una ribellione nell'Arakan guidata dal monaco U Seinda, che cominciò ad estendersi nelle altre province. La popolarità dell'AFPFL, ora dominata da Aung San e dai socialisti, fu infine confermata con la vittoria nell'aprile 1947 alle elezioni dell'assemblea costituente.
Un importante evento, che sbalordì la nazione, accadde il 19 luglio 1947. U Saw, Primo ministro della Birmania prima della Guerra, organizzò l'assassinio di Aung San e parecchi membri del suo partito, incluso il più vecchio fratello Ba Win, padre dell'attuale Lega Nazionale per la Democrazia in esilio, quando si incontrarono al segretariato. Il 19 luglio è commemorato come il "giorno dei Martiri". Thakin Nu, il capo socialista, fu chiamato a formare un nuovo partito e fu lui a presiedere l'Unione per la Indipendenza della Birmania il 4 gennaio 1948. Il sentimento popolare anti-britannico fu talmente forte che la Birmania optò di non entrare nel Commonwealth delle Nazioni a differenza dell'India e del Pakistan.

## Indipendenza e democrazia

La bandiera della Birmania fino al 1974.

I primi anni dell'indipendenza birmana furono caratterizzati da una serie di insurrezioni da parte dei comunisti della Bandiera Rossa guidati da Thakin Soe, da quelli della Bandiera Bianca di Thakin Than Tun e dai Yèbaw Hpyu di Bo La Yaung, un membro dei trenta Commilitoni.
Le remote aree della Birmania settentrionale furono per anni controllate da un esercito del Kuomintang (KMT) dopo la vittoria in Cina dei comunisti di Mao Tse-tung nel 1949.
La Birmania accettò l'assistenza straniera nella ricostruzione del paese in questi anni iniziali, ed assecondò il supporto americano per l'Esercito nazionalista cinese permettendone la presenza in Birmania, ma dopo un po' iniziò a rifiutare gli aiuti, rifiutò di far parte della SEATO ed a partecipare alla Conferenza di Bandung del 1955. La Birmania generalmente lottò per essere imparziale negli affari internazionali e fu una dei primi stati del mondo a riconoscere Israele e la Repubblica Popolare Cinese.
Per il 1958 il paese si era in gran parte ripreso economicamente, ma stava iniziando a cadere politicamente a causa della divisione dell'AFPFL in due fazioni, una guidata da Nu e Tin Thakin, l'altra da Ba Swe e Kyaw Nyein. Malgrado questo, l'inaspettato successo degli "Armamenti per la democrazia" di U Nu portò Shan, Mon, Pa-O, Arakanesi a deporre le armi. La situazione divenne instabile nel parlamento con la continua opposizione fra U Nu e il Fronte Nazionale Unito (NUF), creduti vicini ai comunisti. L'esercito, guidato da Ne Win, si accordò con U Nu e alla fine molti membri del NUF, compreso Aung Than (fratello di Aung San), vennero arrestati o deportati in isole del mare delle Andamane. Alcuni quotidiani, creduti vicini ai comunisti, furono chiusi.
Il governo provvisorio di Ne Win ristabilì la situazione con successo e aprì la strada per le nuove elezioni del 1960 in cui il partito di U Nu vinse con una larga maggioranza. La situazione non rimase stabile per lungo tempo, il movimento federale Shan fondato da Sao Shwe Thaik (il primo presidente della Birmania indipendente 1948-1952) che sperava in uno Stato meno centralizzato, fu visto come un movimento separatista che insisteva sul governo per applicare il diritto di secessione presente nella costituzione del 1947. Ne Win ebbe anche successo nel placare i Sawbas (feudatari Shan) nel 1959, concedendo loro pensioni lussuose. Egli organizzò un colpo di Stato il 2 marzo 1962, arrestò U Nu, Sao Shwe Thaik e molti altri fondando uno Stato socialista guidato da un 'Consiglio rivoluzionario' di generali dell'esercito.

## Dittatura di Ne Win
Appena dopo che Ne Win si impossessò del potere, avvenne una pacifica rivolta nell'Università di Rangoon soppressa con l'uccisione di oltre 100 studenti il 7 giugno 1962. Il giorno dopo l'esercito fece saltare in aria la sede dell'unione degli studenti. Nel 1963 si organizzò un incontro fra pacifisti e gruppi insorgenti, ma non si fece alcun passo avanti nella risoluzione dei problemi e anzi, a seguito del fallimento di tale incontro, a Rangoon furono arrestati centinaia di attivisti, sia di destra che di sinistra. Tutte le forme di opposizione furono bandite il 28 marzo 1964. Ne Win dovette affrontare una ribellione dei kachin guidata dal Kachin Independence Organisation o KIO (organizzazione per l'indipendenza dei kachin) cominciata nel 1961 come conseguenza della dichiarazione di U Nu del Buddhismo come religione di Stato, e un'altra rivolta nel 1964 dell'esercito dello Stato Shan (SSA) guidata dalla moglie di Sao Shwe Thaik, Mahadevi, e dal figlio Chao Tzabg Yaunghwe.
Ne Win prese velocemente l'iniziativa di trasformare lo Stato Socialista e di chiudere ogni contatto con il resto del mondo. Fu stabilito un sistema monopartitico con il solo Partito del Programma Socialista della Birmania al potere. Commercio e industria furono nazionalizzate in tutto il paese, ma l'economia non crebbe subito a causa del governo che concentrò le attività economiche sull'industria pesante, a danno dell'agricoltura. Nell'aprile 1972, il generale Ne Win e il resto del Consiglio rivoluzionario si ritirarono dall'esercito, ma il dittatore, ora conosciuto come U Ne Win, continuò a governare il paese attraverso il Partito del Programma Socialista della Birmania. Fu promulgata una nuova costituzione nel gennaio 1974 con cui nacque l'assemblea della gente (Pyithu Hluttaw) che aveva i poteri legislativo, esecutivo e giudiziario, e furono creati i consigli locali tra la popolazione.
Cominciata nel maggio 1974, un'ondata di proteste colpì Rangoon e altre città contro la corruzione, l'inflazione e la mancanza di cibo, specialmente riso. Molti operai furono arrestati e le truppe aprirono il fuoco anche sui portuali. Nel dicembre 1974, le più grandi proteste contro la dittatura, scoppiarono proprio in occasione del funerale di U Thant, segretario generale dell'ONU. U Thant fu l'ultimo primo ministro del governo di U Nu, simbolo dell'opposizione al regime militare. I birmani protestarono per il fatto che gli fu negato il funerale di stato, che meritava, a causa della sua importanza internazionale e della sua collaborazione con U.
U Nu, dopo il suo rilascio dalla prigione nell'ottobre 1966, lasciò la Birmania nell'aprile 1969 e formò il Partito Parlamentare Democratico (PDP) l'agosto seguente a Bangkok, Thailandia, assieme ad alcuni dei vecchi trenta commilitoni. Il PDP lanciò una ribellione armata lungo il confine thailandese dal 1972 al 1978. U Nu e altri tre compagni tornarono a Rangoon dopo l'amnistia del 1980. Ne Win tentò anche di stringere la pace con il KIO, ma non ci riuscì.

### Crisi e Rivolta 8888
Negli anni ottanta, l'economia cominciò a crescere dato che il governo moderò le "restrizioni" sugli aiuti stranieri, ma verso la fine del decennio la demonetarizzazione forzata e il deficit pubblico portarono ad una crisi economica. Le riforme economiche che la seguirono nel 1987-1988, ridussero i controlli socialisti e incoraggiarono gli investimenti stranieri. Ciò non fu abbastanza, comunque, per fermare la crescita dei tumulti nel paese, dovuti alla svalutazione del kyat, la moneta locale, e la conseguente perdita di valore dei risparmi dei birmani. Così lo Stato entrò fra i paesi del quarto mondo secondo le stime ONU e si evidenziò il fallimento economico delle politiche socialiste. Ne Win, che si era ritirato dalla carica di presidente nel 1981, rimase a capo del Partito del Programma Socialista della Birmania fino al suo inaspettato annuncio delle dimissioni dalle sue cariche il 23 luglio 1988.
Provocate da una brutale repressione di studenti da parte della polizia fra il marzo ed il giugno del 1988, che causò la morte di più di cento civili, proteste e dimostrazioni si estesero per tutto il paese dall'8 agosto. I militari risposero aprendo il fuoco sulla folla. Violenza e caos regnavano e l'amministrazione civile cessò di esistere, e in settembre il paese era sconvolto dalla rivoluzione. Le forze armate sotto il comando del generale Saw Maung organizzarono il 18 settembre un colpo di Stato per ristabilire l'ordine. Durante la rivolta 8888, come dopo fu chiamata, migliaia di persone furono uccise. La costituzione del 1974 fu rimpiazzata in favore di una legge marziale emanata dal Consiglio di Stato per la Pace e lo Sviluppo con Saw Maung come presidente e primo ministro.
Ad una speciale conferenza stampa del 5 agosto 1989, il generale Khin Nyunt, segretario dello Consiglio di Stato per la Pace e lo Sviluppo, affermò che il governo, attraverso i suoi servizi segreti, era riuscito a domare la rivolta. Nonostante ciò ci furono nuovi scontri fra il Partito del Programma Socialista e i ribelli delle minoranze etniche che si organizzarono in veri e propri eserciti (KIO per i Jingpo (Kachin), SSA per gli Shan) e alla fine i socialisti persero il loro potere, dapprima nella Birmania centrale fino a ritirarsi per andare in esilio in Cina.

## Seconda era militare
Il governo militare cambiò il nome del paese da Birmania a Myanmar nel 1989. Continuò anche con le riforme economiche cominciate con il vecchio regime e indisse un'Assemblea costituente per revisionare la costituzione del 1974. Questa annunciò le elezioni per il maggio 1990, nelle quali la Lega Nazionale per la Democrazia (NLD) vinse nettamente contro il Partito di Unità Nazionale (NUP, il successore del Partito del Programma Socialista della Birmania) e un'altra dozzina di partiti più piccoli. I militari, comunque, non permisero ai democratici di governare, e continuarono a tenere i due capi del NLD, Aung San Suu Kyi (figlia di Aung San) e U Tin U, agli arresti domiciliari in cui erano dall'anno precedente. La Birmania cominciò ad essere sotto la pressione internazionale e fu colpita da sanzioni economiche, particolarmente dopo l'assegnazione ad Aung San Suu Kyi del Premio Nobel per la pace. Saw Maung fu rimpiazzato da Than Shwe nel 1992 come presidente dello Consiglio di Stato per la Pace e lo Sviluppo.
Than Shwe rilasciò U Nu dalla prigione e rese meno rigida la detenzione di Aung San Suu Kyi, liberandola nel 1995, ma proibendole di lasciare Rangoon. Fece anche riunire l'assemblea costituente nel gennaio 1993, a cui chiese che venisse conservato l'importante ruolo politico dei militari anche in futuro. La Lega Nazionale per la Democrazia (NLD) alla fine lasciò l'assemblea, che fu sciolta definitivamente nel marzo 1996, senza che fosse emanata una nuova costituzione.
Durante gli anni novanta, il regime militare dovette anche affrontare le insurrezioni delle minoranze etniche lungo i confini nazionali. Il generale Khin Nyunt riuscì a negoziare con molti gruppi etnici, tra cui i kokang, i va ed i kachin (jingpo), mentre con i karen la diplomazia non diede i risultati sperati. I militari catturarono la base karen di Manerplaw nella primavera 1995, e fino ad oggi non è stata ancora siglata la pace. Khun Sa, il signore della guerra e trafficante di oppio che controllava grandi parti dello stato Shan, si arrese formalmente al governo birmano nel gennaio del 1996, a seguito delle pressioni esercitate dalla diplomazia degli Stati Uniti. Non venne però arrestato né estradato negli USA, e gli fu concesso di continuare a vivere agiatamente a Yangon fino alla morte, avvenuta nel 2007.
Dopo il fallimento dell'Assemblea Costituente di creare una nuova costituzione, le tensioni fra il governo e l'NLD crebbero, ed il governo emanò due decreti che imponevano misure restrittive ai democratici nel 1996 e nel 1997.
Il Consiglio di Stato per la Restaurazione della Legge e dell'Ordine (CSRLO) fu abolito nel novembre 1997 per essere rimpiazzato dal Consiglio di Stato per la Pace e lo Sviluppo (SPDC), ma fu solo un cambiamento apparente. Continue violazioni dei diritti umani in Myanmar portarono gli Stati Uniti ad intensificare le sanzioni nel 1997, seguiti dall'Unione europea nel 2000. Aung San Suu Kyi fu rimessa agli arresti domiciliari dal settembre 2000 al maggio 2002, quando furono allentate le restrizioni. Le discussioni per la riconciliazione furono guidate dal governo, ma finirono in un punto morto e Aung San Suu Kyi fu di nuovo messa agli arresti domiciliari nel maggio del 2003. Il governo emanò un'altra serie di restrizioni contro l'NLD, arrestando gran parte dei suoi leader e chiudendone parte degli uffici.
Nell'agosto 2003, Khin Nyunt annunciò un piano in sette punti per l'apertura alla democrazia. Negli anni successivi, il governo annunciò di averne allo studio l'attuazione, ma non si videro conferme da parte del governo e dell'SPDC che alcun programma fosse in fase esecutiva. Per queste ragioni, gran parte dei governi occidentali e quelli dei paesi vicini alla Birmania furono scettici ed avanzarono critiche nei confronti di tale piano.
Il 17 febbraio 2005, il governo riconvocò la Convenzione Nazionale per la prima volta dal 1993, in attesa di riscrivere una costituzione. Alle maggiori organizzazioni e partiti per la democrazia, inclusa la Lega Nazionale per la Democrazia, fu proibito di partecipare e i militari accettarono solo le candidature dei partiti più piccoli. La Convenzione fu rinviata ancora nel gennaio 2006.

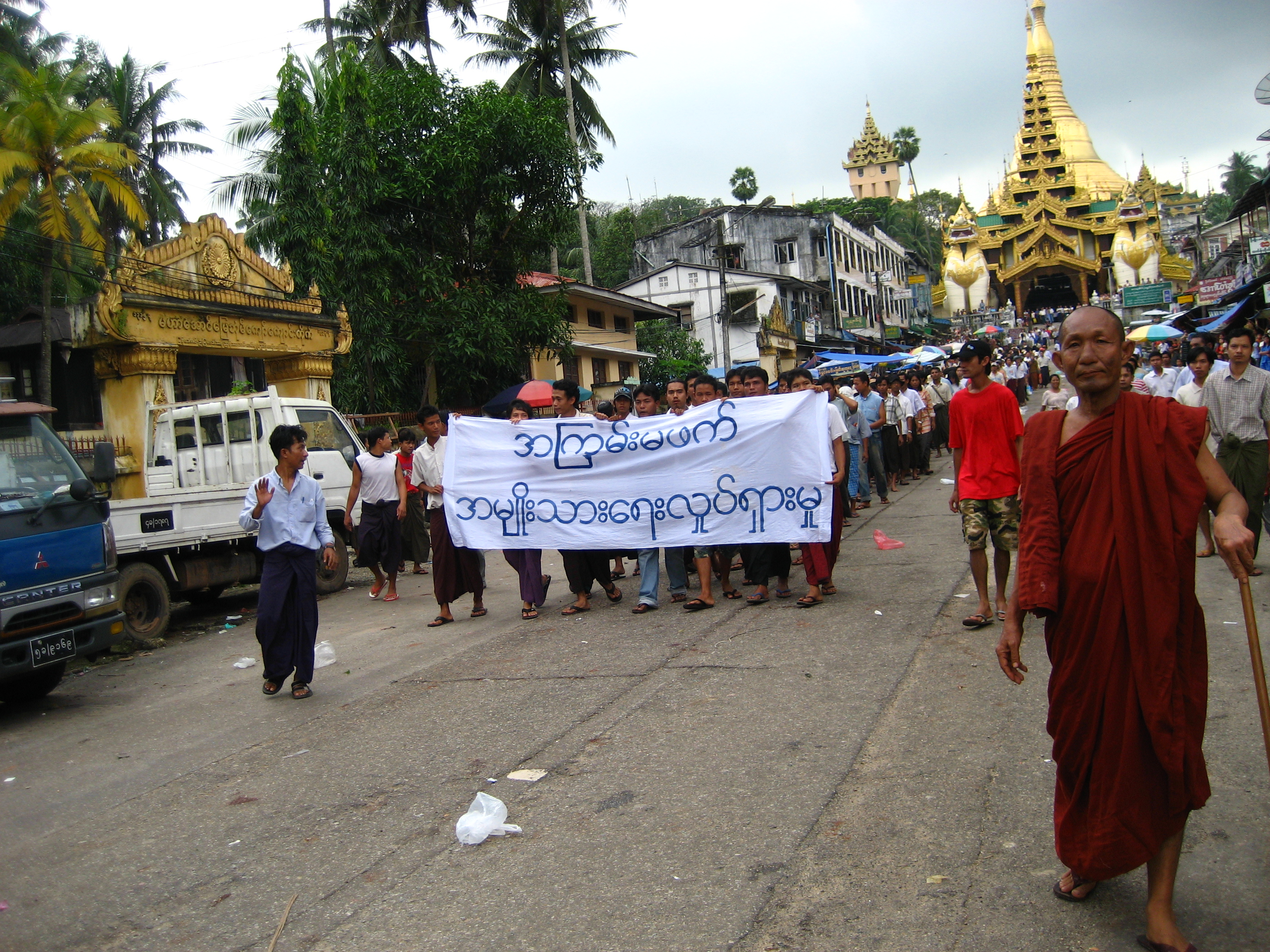
Proteste dei monaci nel settembre 2007

Nel novembre 2005, la giunta militare cominciò a spostare il governo da Yangon (Rangoon) ad un nuovo sito vicino a Kyatpyay proprio fuori Pyinmana, che fu designato come nuova capitale. A quest'azione seguì una criticata politica di spostamento delle infrastrutture amministrative fuori da Yangon per evitare una ripetizione di ribellioni simili a quelle del 1988. Nel giorno della Forze Armate (27 marzo 2006), la nuova capitale fu ufficialmente nominata Naypyidaw (letteralmente "Città reale" o "Sede dei re").
Nel settembre 2007, i monaci buddhisti protestarono pacificamente contro il regime invitando il popolo ad unirsi alle dimostrazioni. La giunta militare rispose con la violenza: si sa per certo che ci sono stati dei morti tra monaci e giornalisti stranieri ma non ci sono stime sicure. Alcuni dei militari rifiutarono di sparare alla gente, ma le proteste si placarono lentamente. I monaci chiedevano il rispetto dei diritti umani e libertà, di culto in particolare, che il regime totalitario impediva. La manifestazioni di piazza, nel segno della nonviolenza, suscitarono una vasta eco internazionale.
Si stima che le vittime accertate di tali scontri furono oltre duecento, anche se il governo militare si è rifiutato di divulgare precise informazioni al proposito ed ha minimizzato l'accaduto. In quel periodo fu vietato l'uso di internet a tutta la popolazione, con la preoccupazione sulle possibili reazioni dell'opinione pubblica mondiale. L'ONU inviò un suo rappresentante, il nigeriano Ibrahim Gambari, per verificare la situazione.
Nel maggio del 2008, il ciclone Nargis si è abbattuto sulle zone agricole del delta del fiume Irrawaddy, causando 200.000 tra morti e dispersi. Il disastro naturale, il peggiore della storia birmana, ha lasciato oltre un milione di senzatetto e danni materiali per 10 miliardi di dollari. Nei giorni successivi, l'isolazionista governo birmano ha rallentato gli sforzi degli aiuti umanitari rinviando i permessi d'ingresso per gli aerei delle Nazioni Unite, che consegnarono medicine, cibo, coperte ed altri generi di prima necessità.
Nell'agosto del 2009, gravi incidenti si sono registrati nella regione del kokang, lo Stato Shan nel nord est del paese, tra le truppe dell'esercito birmano e le minoranze etniche han (cinesi), va e kachin. Circa 10.000 civili furono costretti ad abbandonare il paese ed a rifugiarsi nel vicino Yunnan.

## Elezioni e riforme
Il progressivo aumento delle sanzioni contro il paese ha portato alla concessione del referendum costituzionale nel 2008, con la promessa da parte del governo di una "disciplinata fioritura della democrazia". Tale costituzione viene giudicata antidemocratica dai partiti di opposizione, in quanto garantisce alla giunta militare la maggioranza dei seggi al Parlamento ed il diritto di scegliere i nuovi governi. Nello stesso periodo, il paese cambiò il nome da Unione di Myanmar a Repubblica dell'Unione di Myanmar. Con la nuova costituzione, il 7 novembre 2010, ebbero luogo le prime elezioni birmane dal 1990 e le quinte dall'ottenimento dell'Indipendenza dopo la Seconda Guerra Mondiale. A tali elezioni non si è presentato l'NLD, critico sulla legge elettorale emersa dalla nuova costituzione. Il 9 novembre 2010 la giunta militare ha dichiarato che l'Union Solidarity and Development Party ha ottenuto l'80% dei voti. Il 13 novembre le autorità hanno rilasciato la leader democratica Aung San Suu Kyi.
Malgrado gli evidenti brogli elettorali, attestati dagli osservatori ONU presenti, le elezioni si sono tenute in un clima di pace. I partiti dell'opposizione hanno denunciato le irregolarità avvenute, attribuendo al governo massicce frodi ai seggi elettorali.
Dopo le elezioni, il governo ha concesso diverse riforme atte ad ottenere una democrazia liberale, un'economia mista e la riconciliazione nazionale. Oltre al rilascio di Aung San Suu Kyi, fu istituita una Commissione Nazionale per i Diritti Civili, furono liberati 200 prigionieri politici, vennero promulgate leggi sul lavoro che garantivano la formazione del sindacato ed il permesso di sciopero e venne allentata la censura sulla libertà di stampa.
Le conseguenze di tali riforme hanno aperto una nuova fase politica per il paese. La Birmania è stata scelta come paese ospitante per il congresso degli Stati dell'ASEAN del 2014. Il Segretario di Stato americano Hillary Clinton ha visitato il paese nel dicembre del 2011, nella prima visita ufficiale americana degli ultimi 50 anni, La Clinton ha incontrato il presidente birmano Thein Sein e la leader dell'opposizione Daw Aung San Suu Kyi, la cui Lega Nazionale per la Democrazia è stata ammessa alle nuove elezioni dopo l'abrogazione delle leggi che ne proibivano la partecipazione. Non hanno invece trovato conferma il rilascio di 1.600 prigionieri politici, mentre gli scontri tra l'esercito regolare e le minoranze etniche proseguono.
Il 1º aprile del 2012, si sono tenute nuove elezioni che distribuivano però solo una piccola parte dei seggi al Parlamento, mentre la maggioranza di tali seggi è appannaggio di ufficiali nominati dalla giunta militare. Malgrado l'esiguo risvolto numerico, le nuove elezioni hanno avuto un importante significato politico con la partecipazione dell'NLD di Aung San Suu Kyi, che ha trionfato conquistando 43 dei 45 seggi disponibili. Per l'occasione è stato consentito il monitoraggio ufficiale del voto da parte di rappresentanti della comunità internazionale. Malgrado il nuovo clima instaurato, l'NLD ha denunciato oltre 50 casi di frodi ed irregolarità elettorali.
Il 1º febbraio 2021 l'esercito del paese ha deposto e arrestato con un colpo di Stato San Suu Kyi. Il colpo di Stato si è verificato in virtù dei sospetti in merito ai brogli elettorali che si sarebbero tenuti durante le elezioni del 9 novembre 2020. Nonostante il gesto, il capo delle forze armate ha dichiarato di voler rispettare la Costituzione. Il Golpe è avvenuto nello stesso giorno in cui il parlamento birmano avrebbe dovuto riunirsi dopo le precedenti elezioni. Nonostante l'accaduto l'esercito ha dichiarato di voler indire nuove elezioni, per poter così trasferire il potere nei confronti di chi verrà eletto.

### Scrittori birmani contemporanei. Traduzioni in lingue europee
- Aung San Suu Kyi, Libera dalla paura, Sperling & Kupfer, Milano 1996, ISBN 88-7824-934-3.
- Aung San Suu Kyi, Lettere dalla mia Birmania, Sperling & Kupfer, Milano 2007.
- J.G. Ma Ma Lay, La sposa birmana, O Barra O Edizioni, Milano 2009 (archiviato dall'url originale il 23 gennaio 2010).
- (EN) Moe Hein, Lost and found in translation.
- (EN) Nu Nu Yi Innwa, Smile as they bow, Hyperion, Londra 2008.